# Хабаровск II
Станция Хабаровск-2 — внеклассная сортировочная станция Дальневосточной железной дороги, имеет две сортировочных системы с последовательным расположением парков прибытия, сортировки и отправления. Наряду с переработкой транзитного вагонопотока выполняется значительный объем грузовой работы. По назначению и характеру работы станция относится к сортировочным станциям сетевого значения.

## История
- Станция введена в эксплуатацию в конце октября 1934 года. Проект сортировочной станции возник при сооружении вторых путей на участке Хабаровск — Ворошилов (современный Уссурийск) в виде эскизной переработки. По инициативе Строительства Наркомпуть в начале 1937 года поручает Дальтранспроекту составление комплексного технического проекта Хабаровского железнодорожного узла. Станция Хабаровск-2 по условиям проекта развивалась как сортировочная станция горочного типа с основным депо. К строительству приступили в конце 1937 года и окончили в 1940 году.
- При капитальном ремонте в 1948 году на станции сооружена механизированная горка.
- В 1952 году построена пропарочная станция для промывки цистерн.
- в 1966—1970 годах проводилась реконструкция станции: в 1969 году введен в эксплуатацию нечетный сортировочный парк Н-1 с горкой малой мощности, с централизацией стрелок и сигналов. В 1970 в четной сортировочной системе введена автоматическая централизация с устройством многоэтажного поста, параллельным надвигом и роспуском составов, реконструкцией подгорочной горловины сортировочного парка (замена стрелок с маркой 1/6 и замедлителей на более мощные типы). Построены дополнительные 4-й и 5-й пучки четного сортировочного парка. Произведена реконструкция пневматических почт.
- До 80-х годов работал ледопункт для вагонов-холодильников.
- В 1984 году была принята в постоянную эксплуатацию нечетная сортировочная система (парк прибытия, сортировочный и механизированная горка, оборудованная устройствами ГАЦ).

С 2005 года начата масштабная реконструкция станции, в первую очередь для обработки длинносоставных поездов. В 2007 году реконструирован пассажирский вокзал станции, построенный в 1937 году.

## Техническое оснащение
- 13 стрелочных постов;
- Формирование поездов идет в 16-ти направлениях;
- Электрическая централизация стрелок и сигналов (2 поста ЭЦ);
- Две механизированных сортировочных горки оснащенные ГАЦ (горочная автоматическая централизация стрелок), АЗСР (автоматическое задание скорости роспуска составов) и тремя тормозными позициями;
- В границах станции располагаются пассажирские платформы: Локомотивное депо, Парк имени Гагарина, Хабаровск-2, Рубероидный завод.

## Предприятия на станции
На станции расположены Эксплуатационное локомотивное депо Хабаровск-2 (ТЧЭ-2), Ремонтное локомотивное депо Дальневосточное (ТЧР-32), Эксплуатационное вагонное депо Хабаровск II (ВЧДЭ-1), Ремонтное вагонное депо Хабаровск (ВЧДР-2), Хабаровская механизированная дистанция погрузочно-разгрузочных работ и коммерческих операций (МЧ-1), 6-я Хабаровская дистанция пути (ПЧ-6), рельсосварочный поезд № 19 (РСП-19), Хабаровская дистанция электроснабжения (ЭЧ-2), Хабаровская дистанция гражданских сооружений (НГЧ-3).